# 増水祈願
増水祈願（ぞうすいきがん、istisqā）とは、イスラム期エジプトにおいてナイル川の水位を高めるために行った儀式。
古代エジプトよりナイル川に依存した灌漑農業を行っていたエジプトでは夏季にナイル川の水位が低下あるいは干乾すると、その年の穀物や豆類の収穫に深刻な影響を与える。しかも、それを見越しての買占め（しかも多くは投機目的の商人による）が行われるために、収穫期の到来以前から価格が上昇して民衆が暴動等の民衆運動を起こす状況が続いた。マムルーク朝などのスルタンはこれに先手を打つ形で大規模な増水祈願を行って降雨の祈願とともに社会不安の沈静化を図った。
儀式はナイル川の水位を計測する施設（ナイロメーター）が設置されていたカイロ南郊のローダ島にて行われ、スルタンやカーディー以下の高官が出席して祈願を行い、コーランの朗読やスーフィーによる祈願を行って、唯一神であるアッラーに対して降雨とナイル川の増水を祈願した。また、同時に民衆への食料や金銭の施しも行われた。また、通常増水が最高潮に達する夏から秋にかけて水位が16ズィラーウ（約9.5m）に達する満水（ワファー）と呼ばれる状態になると、夏季は勿論、冬季も水不足の心配が無くなることから、「満水御礼」と呼ばれる祭礼が行われた。
もっともこうした儀式にはアッラーの権威に基づいた王権による民衆統合や異端・異教の民衆への浸透を防止する目的も合わせて有していた。また、ズィンミーの人々も一定の制約が付けられながらも参加が許されていたことから、イスラム教がエジプトに入る以前からの慣行も継承したとの見方もある。